# كهف أرطاميس
كهف أرطاميس هو موقع أثري في مصر، يقع على بعد 2 كلم جنوب مقابر بني حسن و28 كلم جنوب المنيا، تقع بقربها قرية إسمها إسطبل عنتر. يتواجد في هذا الموقع معبدين مكرسان للإلهة باخت مبنيات على تلة صخور على الضفة الشرقية لنهر النيل، أحدها بني من قبل الفرعونة حتشبسوت وثاني آخر صغير بني في عصر البطالمة حيث كرس للإلهة أرطاميس.